# The Slide Area
Albums de Ry Cooder
Borderline
(1980) Streets of Fire
(1984)
The Slide Area (1982) est le 10e album enregistré en studio par le guitariste, chanteur et compositeur américain, Ry Cooder.

## Présentation
L'album comprend des compositions de Ry Cooder et des reprises de chansons de Bob Dylan, Curtis Mayfield et Carl Perkins, interprétées dans un style R&B et funky.

## Titres de l’album
1. "UFO Has Landed in the Ghetto" (Cooder, Keltner) - 5:00
2. "I Need a Woman" (Bob Dylan) - 4:34
3. "Gypsy Woman" (Curtis Mayfield) - 4:20
4. "Blue Suede Shoes (Carl Perkins) - 5:18
5. "Mama, Don't Treat Your Daughter Mean" (Cooder) 5:55
6. "I'm Drinking Again" (Cooder, Keltner) - 4:34
7. "Which Came First" (Cooder, Dixon) - 3:44
8. "That's the Way Love Turned Out for Me" (Claunch, Cooder, Hall) - 5:46

## Musiciens
- Ry Cooder - guitare, guitare basse, mandoline, chant
- Rob Baker - voix
- Jorge Calderon - guitare basse
- Nick DeCaro - cordes
- Jim Dickinson - orgue, piano, claviers
- Tim Drummond - guitare basse
- William "Bill" Greene - voix
- John Hiatt - guitare, voix
- Herman E. Johnson - voix
- Jim Keltner - percussions, batterie, voix
- Bobby King - voix
- Kazu Matsui - percussions, shakuhachi
- Reggie McBride - guitare basse
- George McFadden - voix
- George Pierre - percussion
- Ras Baboo Pierre - percussion
- Chuck Rainey - guitare bass
- William D. "Smitty" Smith - claviers, voix